# Cornillé-les-Caves
 Cornillé-les-Caves  es una población y comuna francesa, en la región de Países del Loira, departamento de Maine y Loira, en el distrito de Angers y cantón de Seiches-sur-le-Loir.

## Demografía
| 372 | 406 | 397 | 491 | 469 | 438 |
| Para los censos de 1962 a 1999 la población legal corresponde a la población sin duplicidades (Fuente: INSEE [Consultar]) |     |     |     |     |     |